# Cinzio Violante
Cinzio Violante (* 16. Mai 1921 in Andria; † 27. März 2001 in Pisa) war ein italienischer Mittelalterhistoriker.

## Jugend und Ausbildung, Kriegsdienst
Cinzio Violante interessierte sich bereits in der Schule ausgeprägt für die mittelalterliche Geschichte. 1941 wurde er als Soldat eingezogen und verbrachte die Jahre 1943 bis 1945 als Kriegsgefangener in deutschen Lagern. Zunächst wurde er nach seiner Gefangennahme am 8. September 1943 in ein Lager in Polen deportiert, dann nach Köln verbracht. Schließlich wurde er von sowjetischen Einheiten befreit und in ein Krankenhaus in Leipzig gebracht. Eine ukrainische Ärztin rettete ihm das Leben, als er wochenlang mit dem Tod rang. Danach musste er einige Zeit im Militärkrankenhaus von Catania verbringen, wohin auch seine Familie umzog.
Er schloss sein Studium an der Universität Catania bei Matteo Gaudioso ab, einem Spezialisten für mittelalterliche Rechtsgeschichte. 1947–1948 erhielt er ein Stipendium am Istituto Croce in Neapel. Neben den Schriften Benedetto Croces wurde er dort von den Arbeiten der französischen Zeitschrift Annales stark beeinflusst. 1949 ging er an die Universität Pisa, wo er vor allem bei Giovanni Pugliese Carratelli und Ettore Passerin d’Entrèves studierte.

## Akademische Laufbahn, Pisa
1952 promoviert ging er 1956 an das Istituto Storico Italiano per il Medio Evo in Rom. Nach Untersuchungen zur Religionsgeschichte wurde er an die katholische Universität Mailand berufen. 1956 wechselte er an die Universität Pisa und befasste sich stärker mit Sozial- und Wirtschaftsgeschichte, betonte aber zugleich die Integration der Religionsgeschichte in diese Fächer, um ein adäquates Verständnis der mittelalterlichen Gesellschaft zu finden. 
Violante war Präsident der Società storica pisana, der historischen Gesellschaft von Pisa, Mitglied der Accademia Nazionale dei Lincei, korrespondierendes Mitglied (Corresponding Fellow) der British Academy seit 1977 und seit 1992 Mitglied der Académie des Inscriptions et Belles-Lettres.

## Veröffentlichungen (Auswahl)
- La società milanese nell’età precomunale, 1953, erneut 1981.
- Motivi e carattere della cronica di Salimbene, in: Annali della Scuola normale superiore, Pisa 1953.
- La Pataria milanese e la riforma ecclesiastica, 1955 (zur Mailänder Pataria).
- L’età della riforma della Chiesa in Italia (1002–1122), in: Nino Valeri (Hrsg.): Storia d’Italia, 1959.
- Venezia fra papato e impero nel secolo XI, in: La Venezia del mille, Sansoni, Florenz 1965, S. 45–84, Nachdruck in: Cinzio Violante (Hrsg.): Studi sulla cristianità medioevale, Mailand 1972, S. 291–322.
- mit Ottorino Bertolini: I Germani: Migrazioni e regni nell’Occidente già romano, in: E. Pontieri (Hrsg.): Storia Universale, Bd. III, Mailand 1965, S. 3–505.
- L’età della riforma della chiesa in Italia (1002–1122), Unione tipografico-editrice torinese, Turin 1966.
- La Societā milanese nell’etā precomunale, Laterza, Rom 1974.
- Studi sulla cristianità medioevale: Società, Istituzioni, spiritualità, Vita e pensiero, 1975.
- Das cluniazensische Mönchtum in der politischen und kirchlichen Welt des 10. und 11. Jahrhunderts, Wissenschaftliche Buchgesellschaft, Darmstadt 1975.
- mit Vera von Falkenhausen: La dominazione bizantina nell’Italia meridionale dal IX secolo, Ecumenica, 1978.
- mit Jan Władysław Woś: Dispute giuridiche nella lotta tra la Polonia e l’Ordine Teutonico, Licosa, 1979.
- Economia, società e istituzioni a Pisa nel Medioevo, Dedalo, Bari 1980.
- Atti privati e storia medioevale. Problemi di metodo, Rom 1982.
- mit Carlrichard Brühl (Hrsg.): Die „Honorantie civitatis Papie“, Böhlau, Köln 1983.
- Ricerche sulle istituzioni ecclesiastiche dell’Italia centrosettentrionale nel medioevo, Accademia nazionale di scienze, lettere e arti, Palermo 1986.
- La signoria rurale nel secolo X: proposte tipologiche, in: Il secolo di Ferro: mito e realità del secolo X, Spoleto 1990, S. 329–385.
- Alluccio da Pescia (1070 ca–1134). Un santo laico dell’età postgregoriana, louvence, Rom 1991.
- L’immaginario e il reale. I da Besate. Una famiglia feudale e “vescovile” nella genealogia di Anselmo il Peripatetico e nei documenti, in: Cinzio Violante (Hrsg.): Nobiltà e Chiese e altri saggi. Scritti in onore di Gerd G. Tellenbach, Rom 1993, S. 97–157.
- Prospettive storiografiche sulla società medioevale, FrancoAngeli, 1995.
- La fine della “grande illusione”. Uno storico europeo tra guerra e dopoguerra, Henri Pirenne (1914–1923): per una rilettura della “Histoire de l’Europe”, Il Mulino, Bologna 1997 (Das Ende der „großen Illusion“. Ein europäischer Historiker im Spannungsfeld von Krieg und Nachkriegszeit, Henri Pirenne (1914–1923). Zu einer Neulesung der „Geschichte Europas“, Duncker & Humblot, Berlin 2004).
- Una giovinezza espropriata, Pisa 1998.
- Chiesa feudale e riforme in Occidente (secc. X–XII), Centro Italiano di Studi sull Alto Medioevo, Spoleto 1999.
- mit Gerhard Dilcher: Strukturen und Wandlungen der ländlichen Herrschaftsformen vom 10. zum 13. Jahrhundert. Deutschland und Italien im Vergleich, Duncker & Humblot, Berlin 2000.
- Le contraddizioni della storia. Dialogo con Cosimo Damiano Fonseca, Sellerio, 2002.